# Крок уперед 2: Вулиці
«Крок вперед 2: Вулиці» (англ. Step Up 2: the Streets) — молодіжна музична мелодрама 2008 року.

## Сюжет
Енді з дитинства любила танцювати і мама відвела її на танцмайданчик у передмісті, звідки походить конкурс під назвою «Вулиці». І Енді вчилася танцям, не здаючись, і, як її вчила мама, залишаючись собою. Коли Енді було 16 років, мама захворіла та померла, і все змінилося, в тому числі й «Вулиці».

## Музика
| 1. Flo Rida feat. T-Pain — «Low» (3:50) 2. Missy Elliott — «Shake Your Pom Pom» (4:00) 3. Cherish feat. Yung Joc — «Killa» (3:50) 4. Plies feat. Akon — «Hypnotized» (3:08) 5. Cassie — «Is It You» (3:57) 6. Trey Songz feat. Plies — «Can 't Help But Wait (Remix) » (3:24) 7. T-Pain — «Church» (4:00) 8. Missy Elliott — «Ching-a-Ling» (3:38) 9. Енріке Іглесіас — «Push» (3:28) 10. Cupid feat. B.o.B — «3-6-9» (3:31) 11. Bayje — «Impossible» (4:08) 12. Sophia Fresh feat. Jay Lyriq — «Lives in Da Club» (3:28) 13. Scarface feat. Trey Songz — «Girl You Know (Remix) » (4:15) 14. KC — «Say Cheese» (4:05) 15. Brit & Alex — «Let It Go» (3:21) 16. Montana Tucker, Sikora & Denial — «Ain 't No Stressin» (4:19) | - Timbaland feat Dr.Dre, Missy Elliott & Justin Timberlake — «Bounce» - Hope — «Bring Me Flowers» - Breaking Benjamin — «Diary of Jane» - Robin Thicke — «Everything I Can' t» - Busta Rhymes feat. Timbaland — «Get Down» - B.o.B. feat. Wes Fif — «Haterz Everywhere» - Yung Joc — «I 'm a G» - Webbie — «Independent» - Trick Daddy feat. International Jones — «Lights Off» - Pitbull — «Midnight» - Laura Izibor — «Mmm...» - Swizz Beatz — «Money in the Bank» - Swizz Beatz — «No Te Veo (Remix) » - Kwame — «Slide N Crank» - Digital Underground — «The Humpty Dance» - Ludacris — «The Potion» - Timbaland feat. Кері Хілсон & Doe — «The Way I Are» - Kevin Michael feat. Akil Dasan — «We All Want the Same Thing (Acoustic Version) » - Koop — «Whenever There is You» - Pretty Ricky feat. Ckravin — «Work It» - Rage Against the Machine — «Killing in the Name» |